# Lettura ad alta voce

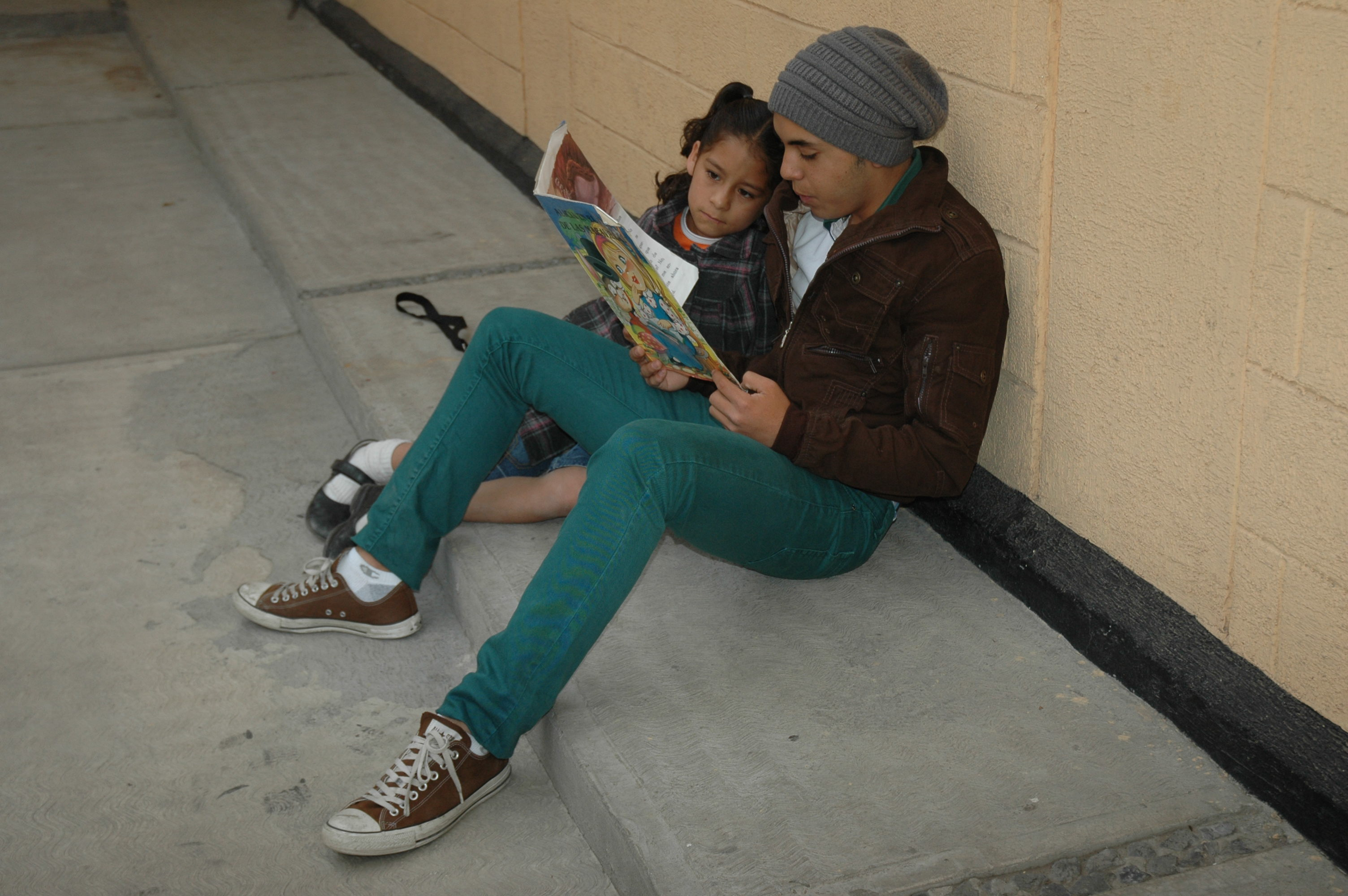
Esperienze di volontariato nella lettura ad alta voce rivolta a bambini della Casa Hogar de las Niñas di Città del Messico

La lettura ad alta voce è quel processo cognitivo nel quale la decodifica della scrittura (lettura) si compie attraverso modalità non puramente mentali, ma si accompagna alla declamazione o alla pronuncia sincrona, a voce alta e comprensibile, del testo che si va decodificando.
La lettura ad alta voce ha una controparte duale nella lettura silenziosa (detta anche lettura endofasica, o interiore), in cui la decodifica del testo avviene con un processo interamente mentale, in cui le parole non sono pronunciate o al più  sono impercettibilmente accennate con un lieve movimento di labbra.

## Tipologie

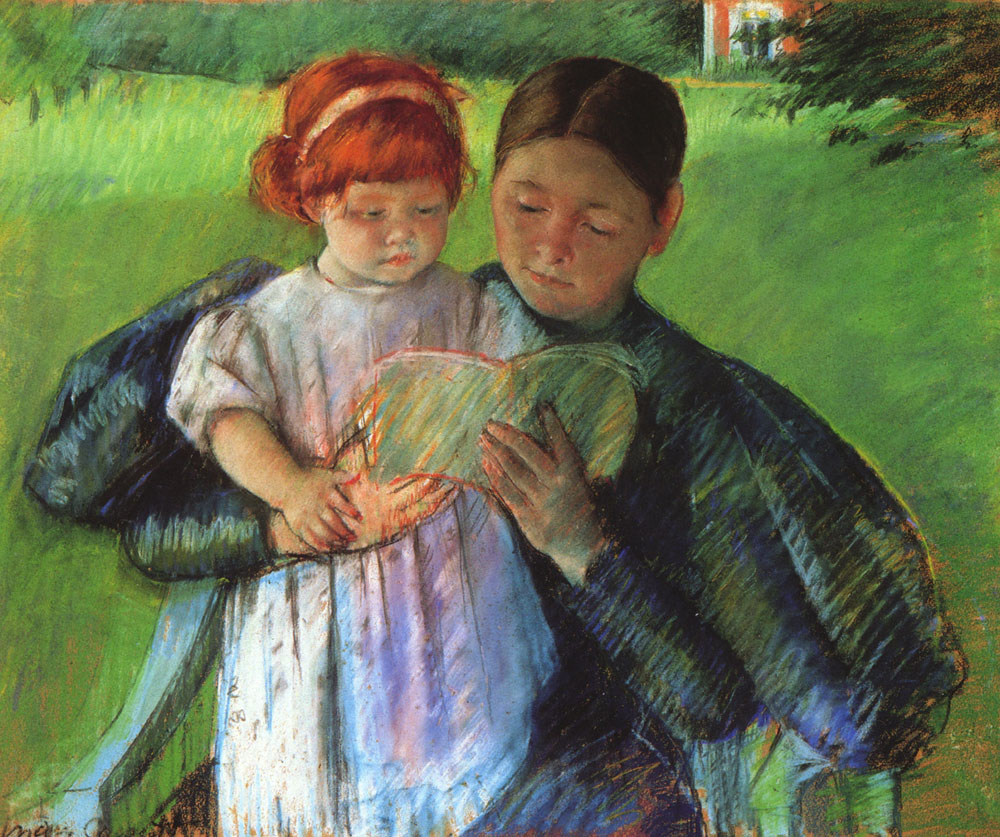
Lettura a una bambina (1895), dipinto di Mary Cassatt.

La lettura ad alta voce può essere intesa in due modi: 
- può essere eseguita come un'attività individuale, rivolta allo stesso soggetto che se ne serve (allo stesso modo della lettura interiore).
- può essere messa in atto a beneficio di un altro soggetto che ascolta la lettura, o a beneficio di una pluralità di soggetti (come una platea più o meno numerosa di persone).

Nel primo caso, si tratta di una forma di auto-ascolto, che rientra tra le forme di comunicazione intrapersonale.
Nella seconda ipotesi, invece, si attua una forma di comunicazione interpersonale (impossibile da ottenersi nel caso della lettura interiore). In tale ultimo caso, si parla anche, a volte, di lettura esofasica.

## Storia

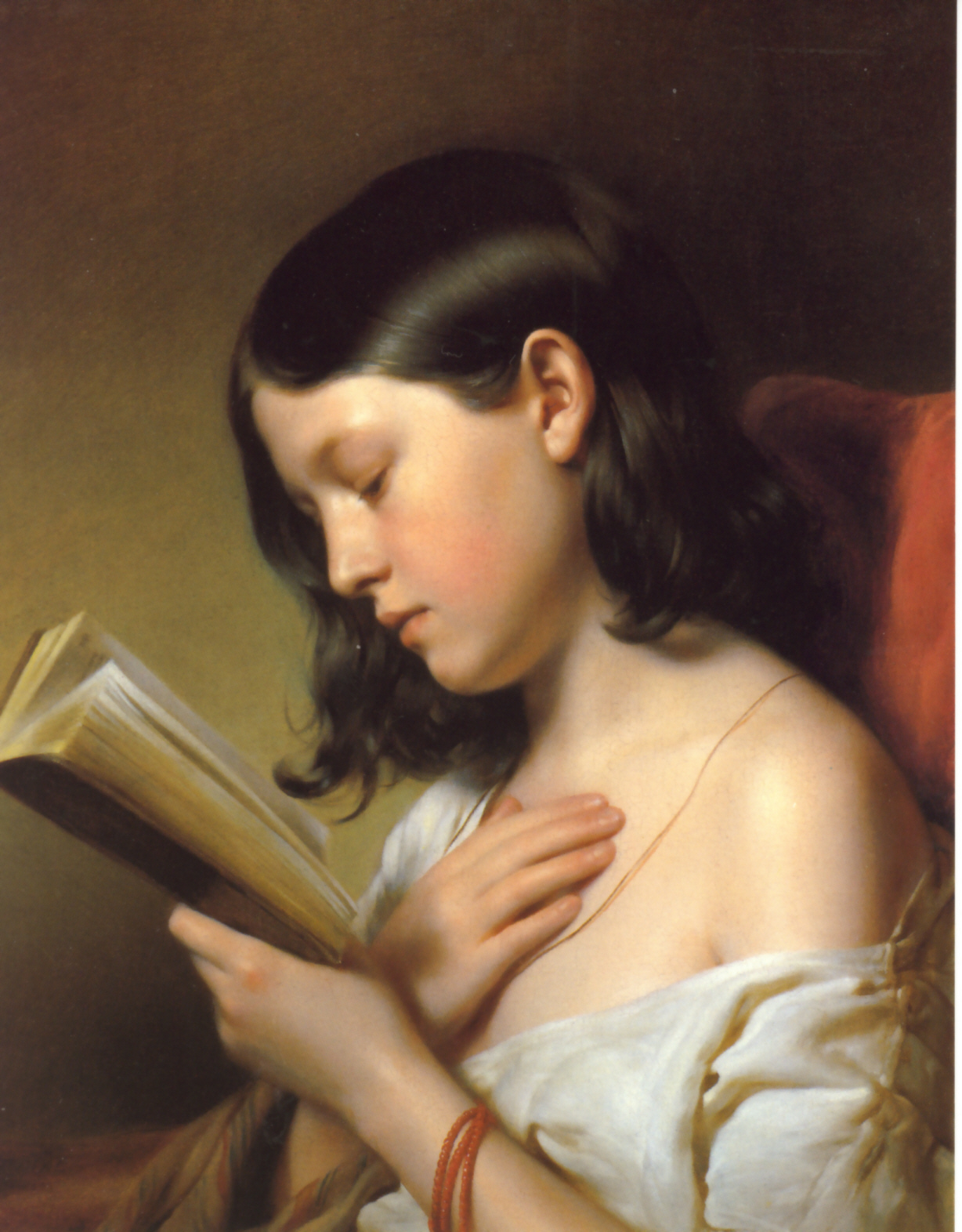
Ragazza assorta nella lettura interiore (Franz Eybl, 1850)

Nonostante rappresenti una forma poco diffusa, molti ritengono che la lettura ad alta voce sia stata la forma prevalente di lettura individuale durante l'antichità della storia dell'uomo e della scrittura: secondo questa tesi, avrebbe iniziato a cedere il passo alla lettura endofasica, in maniera graduale, soprattutto tra la tarda antichità e l'alto medioevo. Nel basso medioevo, tra XIII e XIV secolo, la lettura silenziosa era, comunque, già divenuta esperienza comune, ma sarebbe stata l'epoca storica tra XVI e XVII secolo, e soprattutto il Seicento, a decretare il tramonto della lettura ad alta voce e la "privatizzazione della lettura".
Questo lungo processo di transizione si sarebbe accompagnato, in uno stretto legame, alla lenta evoluzione della punteggiatura e al raggiungimento di una stabile codifica del sistema di segni grafici e tipografici utilizzati per punteggiare il testo scritto. Parallelamente a questi processi, si è verificato il progressivo abbandono della cosiddetta scriptio continua.
Alcuni autori, tuttavia, ritengono che la ricostruzione di questo avvicendamento tra lettura interiore ed esteriore sia un mito storico, frutto di un'interpretazione distorta della storia della lettura. .
La lettura ad alta voce, negletta come attività individuale, è praticata tuttavia in ambito scolastico, sia nelle attività in classe, in cui un allievo o un docente legge a beneficio della classe, sia dagli studenti a casa, come ausilio durante l'esecuzione dei compiti assegnati e nella ripetizione dilazionata.
La lettura ad alta voce mette in gioco, nel soggetto attivo, una combinazione di differenti processi cognitivi: è richiesto il riconoscimento visivo dei segni grafici e delle parole, la conversione dei segni nella sua rappresentazione fonologica, l'analisi del significato della parole, il controllo dell'emissione della voce e della pronuncia. Secondo alcuni studi, l'esercizio di tale attività dispiega effetti positivi nel contrastare il declino cognitivo correlato all'età

## Funzioni cognitive della lettura esofasica

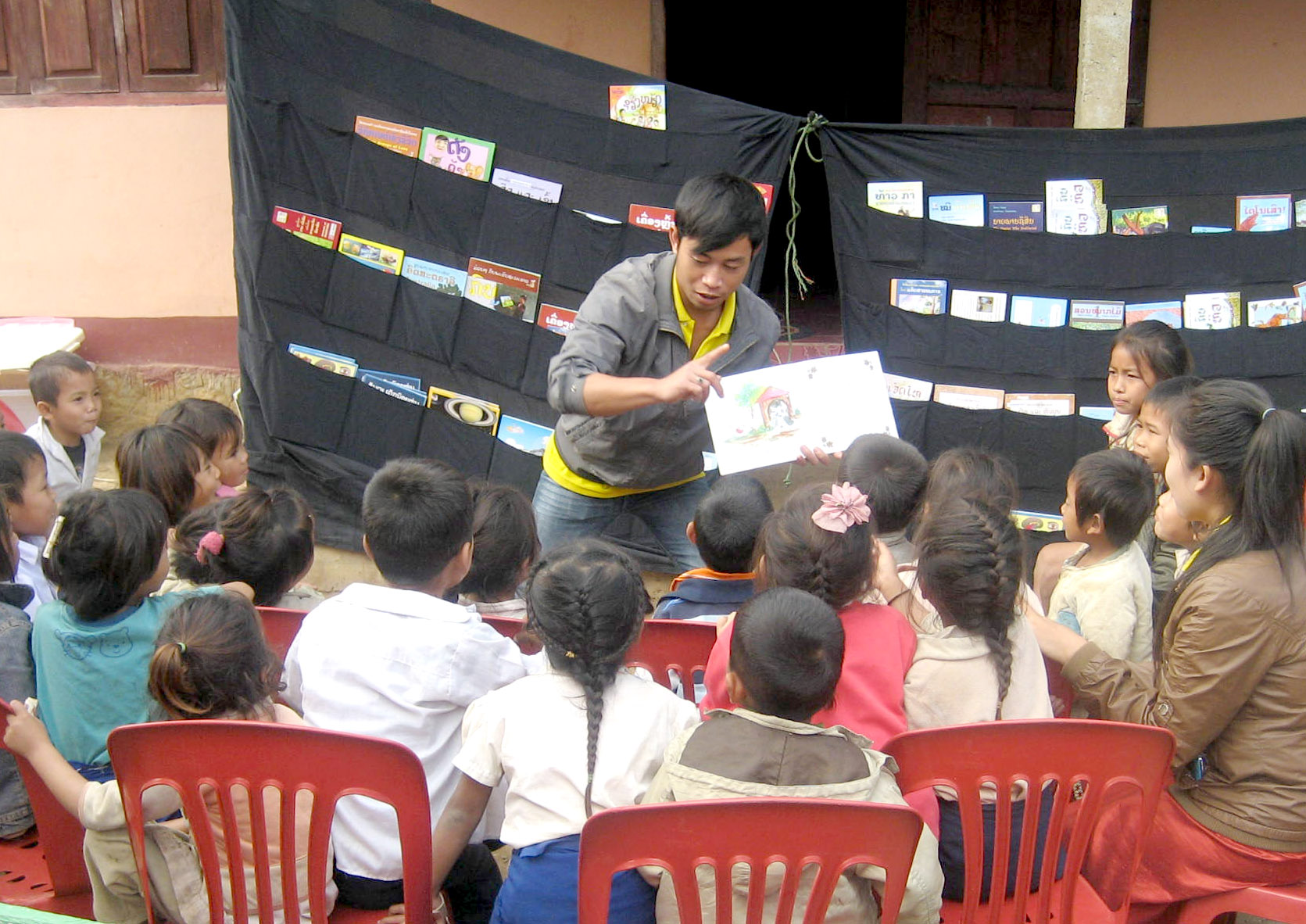
Lettura ad alta voce a bambini in un villaggio "Discovery Day", in Laos.

La lettura ad alta voce viene spesso proposta come attività cognitiva da praticare durante l'insegnamento scolastico.
Quando rivolta da soggetti adulti a bambini in età prescolare (ad esempio, nel rapporto di paideia che i genitori intrattengono con i figli), si è dimostrata capace di migliorare la competenza linguistica, le abilità di lettura e comprensione del testo, i livelli di alfabetizzazione e d'istruzione, l'acquisizione del registro linguistico scritto; inoltre, come ha mostrato una meta-analisi del 1995, si è rivelata in grado di incidere positivamente sulle capacità di organizzazione del pensiero e del ragionamento. La stessa meta-analisi, inoltre, ha mostrato come gli effetti positivi della lettura ai bambini in età prescolare non dipendano dalle differenze di status socioeconomico o dalle diversità metodologiche delle singole ricerche scientifiche esaminate. L'effetto positivo diventa meno rilevante quando i bambini accedono a una fase in cui la lettura è già acquisita e divengono lettori "convenzionali", in grado di leggere autonomamente.
Un altro vantaggio deriva dal fatto che nella lettura, a qualsiasi età, rimane sempre un divario tra la competenza attiva e quella passiva (leggere un testo è un'attività cognitiva più complessa e faticosa del suo ascolto, analogamente a quanto avviene nella comunicazione linguistica laddove ascoltare un discorso altrui è più facile che tenerne uno): la lettura ad alta voce ha la capacità di rendere accessibili all'ascoltatore testi che richiederebbero una competenza nella lettura superiore a quella posseduta. Questo è particolarmente evidente nel caso di bambini non scolarizzati, o nelle prime fasi di scolarità: questi, tramite la lettura fatta da altri, possono accedere a contenuti complessi che in forma scritta non sarebbero loro accessibili, o lo sarebbero con molta difficoltà, per mancanza o insufficienza della competenza autonoma nella lettura.

## Tecniche
Jim Trelease, nel suo diffuso "manuale" sulla lettura ad alta voce, raccomanda che la lettura ad alta voce ai bambini rispetti alcune semplici regole:
- la lettura deve essere espressiva, condotta con modulazioni di tono e di ritmo, osservando occasionali pause per ottenere effetti di drammatizzazione.
- Durante la lettura bisogna stabilire, attraverso la sguardo negli occhi, un contatto diretto con l'uditorio.
- La lettura deve avvenire a velocità non eccessiva, in modo da rispettare i tempi necessari all'elaborazione.
- La lettura deve permettere e incoraggiare l'interlocuzione attiva dell'uditorio, mediante osservazioni e domande.

## Iniziative di promozione della lettura ad alta voce

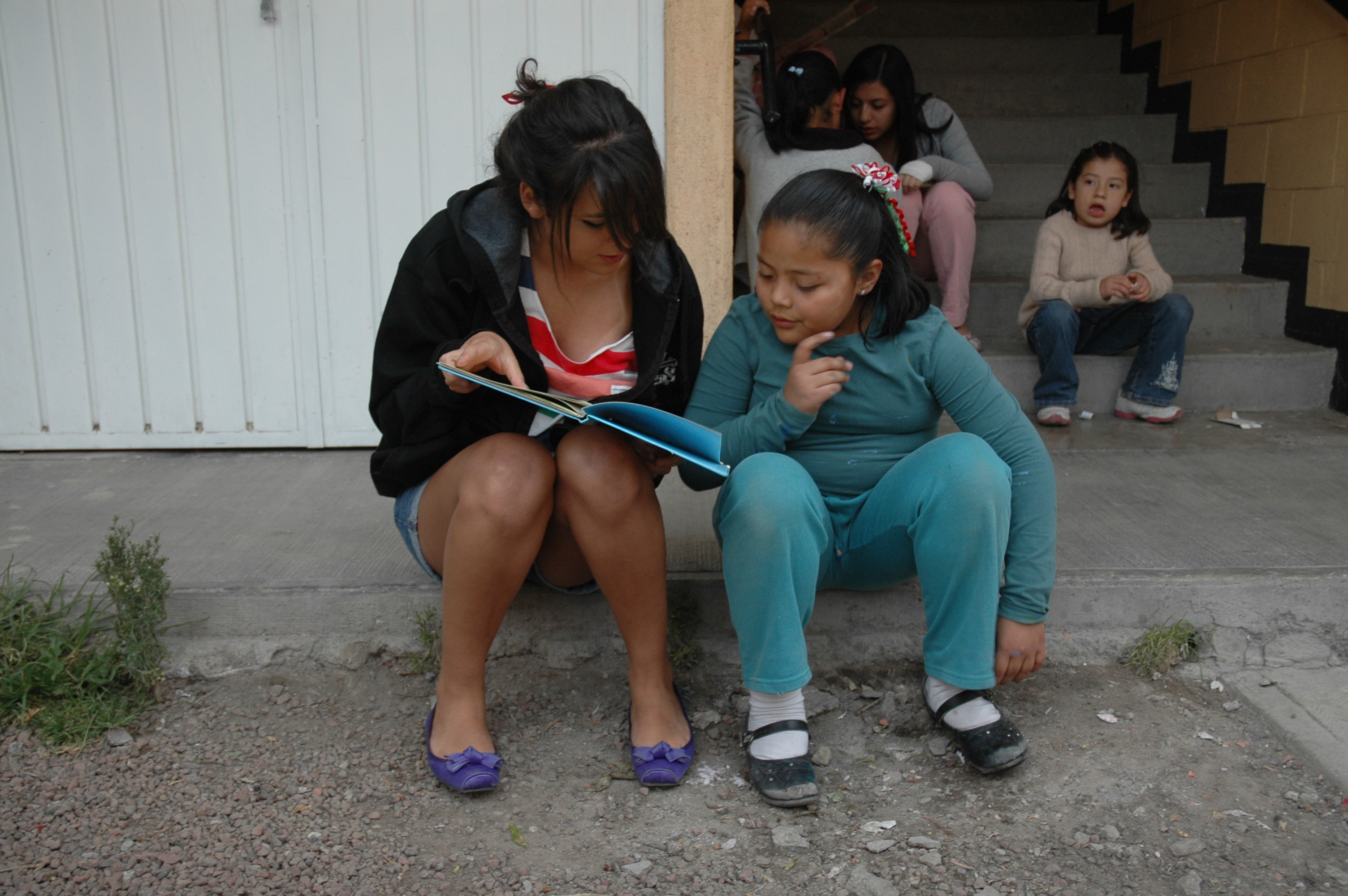
Volontariato di lettura a bambini nella Casa Hogar de las Niñas di Città del Messico

La lettura ad alta voce è oggetto di numerose iniziative di promozione nel mondo che insistono sulla necessità di offrire precocissime occasioni di ascolto, da parte di persone legate da un forte rapporto affettivo o emozionale con il bambino, anche a bambini di età compresa tra i 6 mesi e i 6 anni (cioè prima dello sviluppo del linguaggio e molto in anticipo sull'acquisizione della competenza alla lettura in età scolare).
Una delle prime è stata l'americana Reach out and read, nata, tra gli anni ottanta e novanta, da studi ed esperienze condotte presso il Boston Medical Center': nata in un contesto più strettamente pediatrico, con il presupposto di «incoraggiare i genitori a leggere regolarmente ai propri figli e a fornir loro gli strumenti per farlo», ebbe tra i suoi primi promotori i pediatri Barry Zuckerman e Robert Needlman, insieme a Kathleen Fitzgerald-Rice, educatrice della prima infanzia.
Altra iniziativa statunitense è Born to read. Alle prime esperienze americane hanno fatto seguito analoghe iniziative similari in diversi contesti territoriali, come, ad esempio, l'italiana Nati per leggere (fondata nel 1999), la britannica Bookztart sorta nel 1992, la catalana Nascuts per Llegir, sorta nel 2003, la tedesca Zum lesen geboren del 2005 la "Buchstart"-"Né pour lire"-"Nati per leggere" nata in Svizzera nel 2006 il progetto Rođeni za čitanje nato in Croazia nel 2007.

## Audiolibri
La fruizione passiva di una lettura ad alta voce può realizzarsi anche per mezzo di sussidi comunicativi, elettronici, e telematici, come l'ascolto di programmi radiofonici, l'ascolto di registrazioni audio, o l'utilizzo di particolari prodotti editoriali come l'audiolibro. In tal caso, viene meno l'interazione comunicativa tra lo speaker e l'ascoltatore. Qualora un testo non sia disponibile in formato audio, esistono appositi software di sintesi vocale in grado di effettuare una sorta di conversione nel codice comunicativo della lingua parlata.
Un vantaggio di tali sistemi (oltre ad alcuni dei vantaggi già citati per la lettura ad alta voce) è costituito dal fatto che essi permettono la fruizione di un testo scritto in situazioni in cui sarebbe impossibile o molto difficoltosa la lettura: mentre si guida, mentre si cammina, ma anche in ambienti affollati o rumorosi, come treni e autobus, potendosi beneficiare dell'effetto di isolamento da disturbi garantito da cuffie e auricolari.